# Едуардо Уртадо
Едуардо Уртадо (ісп. Eduardo Hurtado, нар. 12 січня 1969, Есмеральдас) — еквадорський футболіст, що грав на позиції нападника, зокрема за «Емелек» та «Барселону» (Гуаякіль), а також за національну збірну Еквадору.

## Клубна кар'єра
Народився 12 січня 1969 року в Есмеральдасі. Вихованець футбольної школи клубу «Сентро Хувеніль».
У дорослому футболі дебютував 1991 року виступами за команду «Вальдес», в якій провів два сезони. Протягом першої половини 1990-х також грав у Швейцарії за «Санкт-Галлен», у Чилі за «Коло-Коло», в Мексиці за «Коррекамінос», а також на батьківщині за «Емелек».
1995 року уклав контракт із «Лос-Анджелес Гелаксі», згодом також грав за інші команди MLS — «Нью-Йорк Метростарс» і «Нью-Інгленд Революшн». Під час північноамериканської частини кар'єри також встиг пограти на правах оренди на батьківщині за «Барселону» (Гуаякіль) і «ЛДУ Кіто».
У 2000 року уклав із останньою командою повноцінний контракт, після чого грав в Аргентині за «Архентінос Хуніорс» та в Шотландії за «Гіберніан». Виступав на футбольному полі до 2010 року, встигнувши пограти ще за низку еквадорських команд, чилійський «Універсідад де Консепсьйон» та колумбійський «Депортіво Перейра».

## Виступи за збірну
1992 року дебютував в офіційних матчах у складі національної збірної Еквадору.
У складі збірної був учасником трьох розіграшів Копа Америки — 1993 року в Еквадорі, 1995 року в Уругваї та 1997 року у Болівії.
Загалом протягом 11-річної кар'єри в національній команді провів у її формі 74 матчі, забивши 26 голів.

## Титули і досягнення

### Командні
- Чемпіон Чилі (1):

«Коло-Коло»: 1993
- Чемпіон Еквадору (4):

«Емелек»: 1994
«Барселона» (Гуаякіль): 1995
«ЛДУ Кіто»: 1998, 1999

### Особисті
- Символічна збірна МЛС (1):

1996